# 米路斯·巴查歷卡
米路斯·巴哈利卡（Милош Бајалица）一般称作巴哈利卡，1981年12月15日生于貝爾格萊德，塞爾維亞职业足球运动员，现效力于日本职业足球乙级联赛球队京都不死鸟队。

## 职业生涯
巴哈利卡早期曾在OFK貝爾格萊德效力，并担任球队队长，2007年转会到貝爾格萊德紅星。2008年，他前往日本，加盟日本职业足球联赛球队名古屋鯨魚。他为名古屋鯨魚效力两个赛季，参加了39场J联赛、4场天皇杯、8场杯赛和3场亚冠联赛。2009赛季结束后，他被名古屋鯨魚解约。
2010年2月17日，中国足球超级联赛球队河南建业宣布签入巴哈利卡。但同年6月，巴哈利卡又转会加盟另一支中超球队陕西浐灞。
2012年1月，巴哈利卡回到日本，加盟日本职业足球乙级联赛球队京都不死鸟。